# Ridderorden en onderscheidingen in het Groothertogdom Saksen
Het Groothertogdom Saksen, officieus ook Saksen-Weimar en tot 1877 officieel Saksen-Weimar-Eisenach geheten was een van de Ernestijnse hertogdommen in Midden-Duitsland, het huidige Thüringen. In 1877 werd de naam officieel in groothertogdom Saksen gewijzigd. In 1918 viel de monarchie en in 1920 werd het deel van de Vrijstaat Thuringen.
Het Groothertogdom Saksen kende meerdere eigen ridderorden, medailles en onderscheidingen.
- De Groothertogelijk Saksische Orde van de Waakzaamheid of van de Witte Valk 1732
- De Medaille van Verdienste (1816-1834)
- De Medaille van Verdienste voor Wetenschap en Kunst 1822-1834
- De Medaille voor Kunst en Wetenschap 1902-1918
- De Erkentelijkheidssmedaille van Groothertog Karel Alexander 1892-1902
- Het Algemeen Ereteken 1902-1910
- Het Ereteken voor Vrouwen 1899-1918
- Het Ereteken voor Vroedvrouwen 1914-1918
- De Jubileumsmedaille ter Herinnering aan het Gouden Huwelijk in 1892 1892
- Het Ereteken voor de Brandweer, een "Spange" 1890-1918
- De Medaille voor Redding uit Levensgevaar 1881-1918

- De Medaille voor Trouwe Krijgers 1815 en 1817
- De Medaille van Verdienste met het Jaartal 1870
- Het Ereteken voor Roemrijke Daden 1871
- Het Erekruis voor Krijgs- en Militaire Verenigingen (1902-1918)
- Het Erekruis voor Militaire Verenigingen (1909-1918)
- Het Erekruis voor Verdienste aan het Thuisfront 1918
- Het Wilhelm-Ernst Oorlogskruis 1915
- Het Ereteken voor Vrouwelijke Verdienste in Oorlogstijd 1918
- De Dienstonderscheiding